# Cima del Grostè
Die Cima del Grostè (manchmal auch Cima Grostè genannt) ist ein, laut Karte, 2898 Meter hoher Gipfel (ital. Cima) in der Brentagruppe, einem Gebirge der südlichen Kalkalpen in der italienischen Provinz Trient. Er ist der Namensgeber des Grostè-Massivs im nördlichen Teil der Brenta. Der Berg hat eine nach Norden und Westen hin abgeplattete Form, nur nach Osten zeigt er eine gut 300 Meter hohe Wand aus dem für das Gebiet charakteristischen Gestein Dolomia Principale (südalpine Äquivalente des Hauptdolomits). Für Kletterer ist er unbedeutend, aber durch den teilweise als Klettersteig ausgebauten Weg Sentiero delle Bocchette, im Abschnitt Via Benini, der ihn östlich umrundet, ist er gut erschlossen und leicht zu besteigen. Die erste alpinistische Begehung unternahmen 1882 Alberto und Orazio De Falkner mit dem Führer G. Pigozzi von der Nordseite her. Der Gipfel war aber bereits vorher von der Südseite von Jägern zu einem unbekannten Zeitpunkt erstmals bestiegen worden.

## Umgebung
Der Grostè liegt im nördlichen Teil der Brentagruppe, dem Grostè-Massiv. Benachbarte Berge sind im Süden, getrennt durch die Bocchetta di Camosci, eine tiefe, mit Schutt gefüllte Schlucht, der Campanile dei Camosci (italienisch campanile für Glockenturm), mit 2914 Metern Höhe, sowie die 2988 Meter hohe Cima Falkner. Nach Norden hin sendet der Grostè einen schwach ausgeprägten langen Grat hinab zum stark begangenen Wegübergang Passo del Grostè (2446 m), mit der Bergstation der Luftseilbahn Cabinovia Grostè, 2. Abschnitt. Jenseits des Passes liegen die 2936 Meter hohe Pietra Grande und die Cima Vagliana (2864 m). Nach Westen läuft das Gebiet in das Vallesinella (Sinellatal) aus, nach Nordosten ins Val di Santa Maria della Flavona. Nächstgelegene Ortschaften sind im Nordwesten das gut 7 Kilometer Luftlinie entfernte Madonna di Campiglio im Campigliotal, im Südosten liegt das etwa 7 km entfernte Molveno am Lago di Molveno und etwa 13 km im Süden San Lorenzo in Banale. 
Der Normalweg (leichtester Anstieg) auf den Grostè führt vom Rifugio Giorgio Graffer al Grostè (2261 m), an der Bergstation der Grostè-Seilbahn, über die Via Alfredo Benini zur flachen Nordseite des Berges, über die leicht das Gipfelkreuz erreicht werden kann.